# Horace Gould
Horace Gould (ur. jako Horace Harry Twigg 20 września 1918 roku w Southmead, Bristol, zm. 4 listopada 1968 roku tamże) – brytyjski kierowca wyścigowy. Wystartował w czternastu wyścigach Grand Prix Formuły 1.

## Wyniki w Formule 1
| Legenda oznaczeń w tabelach wyników Wyświetl szablon na nowej stronie | Legenda oznaczeń w tabelach wyników Wyświetl szablon na nowej stronie                                                                     |
| Oznaczenie                                                            | Wyjaśnienie |
| --------------------------------------------------------------------- | --- |
| Złoty                                                                 | Zwycięzca lub mistrzostwo |
| Srebrny                                                               | 2. miejsce lub wicemistrzostwo |
| Brązowy                                                               | 3. miejsce lub II wicemistrzostwo |
| Zielony                                                               | Ukończył, punktował (w klasyfikacji generalnej, gdy zdobył co najmniej jeden punkt na przestrzeni sezonu, poza trzema powyższymi opcjami) |
| Niebieski                                                             | Ukończył, nie punktował (w klasyfikacji generalnej, gdy nie zdobył co najmniej jednego punktu na przestrzeni sezonu)                      |
| Czerwony                                                              | Nie zakwalifikował się (NZ) |
| Czerwony                                                              | Nie prekwalifikował się (NPK) |
| Różowy                                                                | Nie ukończył (NU) |
| Różowy                                                                | Niesklasyfikowany (NS) (w klasyfikacji generalnej, gdy nie został sklasyfikowany w żadnym wyścigu sezonu)                                 |
| Czarny                                                                | Zdyskwalifikowany (DK) |
| Czarny                                                                | Wykluczony (WYK/EX) |
| Biały                                                                 | Nie wystartował (NW) |
| Biały                                                                 | Kontuzjowany (K/INJ) |
| Biały                                                                 | Wyścig odwołany (OD/C) |
| Bez koloru                                                            | Został wycofany (WYC/WD) |
| Bez koloru                                                            | Nie przybył (NP/DNA) |
| Bez koloru                                                            | Nie brał udziału w treningach (NT/DNP) |
| Bez koloru                                                            | Nie został zgłoszony (–) |
| Pogrubienie                                                           | Start z pole position |
| Kursywa                                                               | Najszybsze okrążenie wyścigu |
| †                                                                     | Nie ukończył, ale jego rezultat został zaliczony ze względu na przejechanie więcej niż 90% dystansu wyścigu.                              |
| *                                                                     | Sezon w trakcie |
| 1/2/3                                                                 | Punktowana pozycja w sprincie kwalifikacyjnym                                                                                             |
| Lista systemów punktacji Formuły 1                                    | |

| Rok  | Zespół                    | Bolid         | Silnik      | Wyniki w poszczególnych eliminacjach | Wyniki w poszczególnych eliminacjach | Wyniki w poszczególnych eliminacjach | Wyniki w poszczególnych eliminacjach | Wyniki w poszczególnych eliminacjach | Wyniki w poszczególnych eliminacjach | Wyniki w poszczególnych eliminacjach | Wyniki w poszczególnych eliminacjach | Wyniki w poszczególnych eliminacjach | Wyniki w poszczególnych eliminacjach | Wyniki w poszczególnych eliminacjach | Punkty | Pozycja |
| ---- | ------------------------- | ------------- | ----------- | ------------------------------------ | ------------------------------------ | ------------------------------------ | ------------------------------------ | ------------------------------------ | ------------------------------------ | ------------------------------------ | ------------------------------------ | ------------------------------------ | ------------------------------------ | ------------------------------------ | ------ | ------- |
| 1954 | Goulds' Garage (Bristol)  | Cooper T23    | Bristol R6  | Argentyna                            | Stany Zjednoczone                    | Belgia                               | Francja                              | Wielka Brytania                      | Niemcy                               | Szwajcaria                           | Włochy                               |                                      |                                      |                                      | 0      | 50      |
| 1954 | Goulds' Garage (Bristol)  | Cooper T23    | Bristol R6  | -                                    | -                                    | -                                    | -                                    | 15                                   | -                                    | -                                    | -                                    | -                                    |                                      |                                      | 0      | 50      |
|      |                           |               |             | Argentyna                            | Monako                               | Stany Zjednoczone                    | Belgia                               | Holandia                             | Wielka Brytania                      | Włochy                               |                                      |                                      |                                      |                                      | 0      | NS      |
| 1955 | Goulds' Garage (Bristol)  | Maserati 250F | Maserati R6 | -                                    | -                                    | -                                    | -                                    | NU                                   | NU                                   |                                      |                                      |                                      |                                      |                                      | 0      | NS      |
| 1955 | Officine Alfieri Maserati | Maserati 250F | Maserati R6 |                                      |                                      |                                      |                                      |                                      |                                      | NU                                   |                                      |                                      |                                      |                                      | 0      | NS      |
| 1956 | Goulds' Garage (Bristol)  | Maserati 250F | Maserati R6 | Argentyna                            | Monako                               | Stany Zjednoczone                    | Belgia                               | Francja                              | Wielka Brytania                      | Niemcy                               | Włochy                               |                                      |                                      |                                      | 2      | 22      |
| 1956 | Goulds' Garage (Bristol)  | Maserati 250F | Maserati R6 | -                                    | 8                                    | -                                    | NU                                   | WD                                   | 5                                    | NU                                   | -                                    |                                      |                                      |                                      | 2      | 22      |
| 1957 | H H Gould                 | Maserati 250F | Maserati R6 | Argentyna                            | Monako                               | Stany Zjednoczone                    | Francja                              | Wielka Brytania                      | Niemcy                               | Włochy                               | Włochy                               |                                      |                                      |                                      | 0      | 35      |
| 1957 | H H Gould                 | Maserati 250F | Maserati R6 | -                                    | NU                                   | -                                    | NU                                   | NW                                   | NU                                   | NU                                   | 10                                   |                                      |                                      |                                      | 0      | 35      |
| 1958 | H H Gould                 | Maserati 250F | Maserati R6 | Argentyna                            | Monako                               | Holandia                             | Stany Zjednoczone                    | Belgia                               | Francja                              | Wielka Brytania                      | Niemcy                               | Portugalia                           | Włochy                               | Maroko                               | 0      | 34      |
| 1958 | H H Gould                 | Maserati 250F | Maserati R6 | 9                                    | NZ                                   | NW                                   | -                                    | -                                    | -                                    | -                                    | -                                    | -                                    | -                                    | -                                    | 0      | 34      |
| 1960 | H H Gould                 | Maserati 250F | Maserati R6 | Argentyna                            | Monako                               | Stany Zjednoczone                    | Holandia                             | Belgia                               | Francja                              | Wielka Brytania                      | Portugalia                           | Włochy                               | Stany Zjednoczone                    |                                      | 0      | NS      |
| 1960 | H H Gould                 | Maserati 250F | Maserati R6 | -                                    | -                                    | -                                    | -                                    | -                                    | -                                    | -                                    | -                                    | NW                                   | -                                    |                                      | 0      | NS      |